# Indiana
Indiana is een van de vijftig staten van de Verenigde Staten, gelegen in het gebied rond de Grote Meren. De standaardafkorting is IN. Indiana trad als 19e staat toe tot de Verenigde Staten. De oppervlakte van de staat bedraagt 94.321 km² en er zijn 6.237.569 inwoners. De grootste stad en tevens hoofdstad is Indianapolis. De staat is genoemd naar de Engelstalige benaming van de oorspronkelijke inwoners; de naam gaat terug tot zeker de jaren 1760 en werd voor het eerst gebruikt door het Amerikaanse Congres.
Vóór de kolonisatieperiode werd Indiana bewoond door allerhande inheemse volken. Angel Mounds National Historic Site is een van de best bewaarde archeologische sites met aardewerken in de Verenigde Staten en is te vinden in het zuidwesten van de Indiana nabij Evansville.
De bijnaam van de staat is Hoosier State en de inwoners worden al vanaf de jaren 1830 vaak Hoosiers genoemd. Over de oorsprong van deze bijnaam bestaan uiteenlopende theorieën.

## Geografie en klimaat
De staat Indiana beslaat 94.321 km², waarvan 1,5 % water. De staat ligt grotendeels in de Eastern-tijdzone, behalve het noordwesten, dat tot de Central-tijdzone behoort.
Indiana grenst in het noorden aan de staat Michigan, in het westen aan Illinois, in het oosten aan Ohio en in het zuiden aan Kentucky. Het ligt aan het Michiganmeer. De gehele zuidgrens wordt gevormd door de rivier de Ohio, een gedeelte van de westgrens door de erin uitkomende Wabash rivier.
De staat is vrij vlak; het hoogste punt is slechts 383 m boven zeeniveau: Hoosier Hill. Hierdoor waait het meestal erg hard in Indiana, daarnaast komen er jaarlijks ongeveer 20 tornados voor.
Indiana wordt gekenmerkt door een zeer fluctuerend klimaat. Het heeft over het algemeen een vochtig continentaal klimaat, met uitzondering van het uiterste zuiden waar een vochtig subtropisch klimaat heerst.

## Geschiedenis

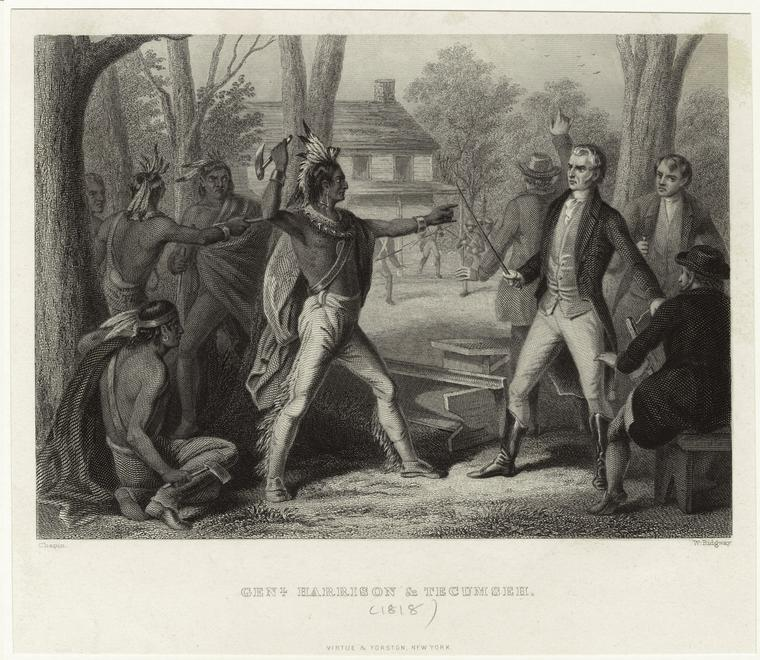
Het Shawnee-opperhoofd Tecumseh verliest zijn geduld tijdens onderhandelingen met de Amerikaanse gouverneur William Henry Harrison in 1810. Tecumseh eiste het ongeldig verklaren van het Verdrag van Fort Waine, waarin de verkoop van grote stukken Indiaans land geregeld werd.

Voordat de Europeanen het huidige Indiana koloniseerden, werd het gebied bevolkt door verschillende Indianenstammen.
De eerste Europese ontdekkingsreiziger in het gebied was de Fransman Sieur de la Salle, die in 1679 de plek bereikte waar tegenwoordig South Bend ligt. Franse handelaren drongen het gebied binnen vanuit Canada, om met de Indianen huiden te verhandelen voor wapens, alcohol en dekens. De eerste Franse handelspost werd in 1702 gesticht. Rond 1750 arriveerden ook de Britten in het gebied, die de Fransen de handel in huiden betwistten. In de gewapende conflicten tussen de twee koloniale machten kozen de Indianen meestal de kant van de Fransen. De Britten wisten de Franse en Indiaanse Oorlog (1754-1762) echter overtuigend te winnen, waarop al het gebied ten oosten van de Mississippi, waaronder het tegenwoordige Indiana, Brits werd.
Twee decennia later werden de Britten echter verdreven tijdens de Amerikaanse Onafhankelijkheidsoorlog (1777-1783). Hoewel het grootste deel van de gevechten plaatsvond in de Dertien Koloniën aan de oostkust, was ook het Britse gebied ten westen van de Appalachen van belang, omdat de Britten vanuit dit gebied de Amerikaanse revolutionairen konden blijven bedreigen. De Amerikaanse bevelhebber George Rogers Clark viel in 1779 het gebied binnen om de Britse troepen te isoleren en te verslaan. Na afloop van de oorlog werd het gebied ten zuiden van de Grote Meren aan de Amerikanen toegewezen en werd het Northwest Territory genoemd.
Nadat Ohio in 1803 formeel tot staat verklaard was, werd het overige deel van het Northwest Territory hernoemd tot Indiana Territory. In 1805 werd bovendien het noordelijkste deel afgesplitst onder de naam Michigan Territory. De eerste gouverneur van Indiana Territory, de latere president William Henry Harrison, kocht grote stukken land van de Indianen. Dit maakte meer gebied vrij voor kolonisatie en had tot gevolg dat elk jaar duizenden nieuwe kolonisten uit het oosten in het gebied gingen wonen. De kolonisten vestigden zich voornamelijk rond de grootste rivieren (Mississippi, Ohio en Wabash) en de kust van de Grote Meren. Het binnenland bleef grotendeels in handen van de Indianen.
Hoewel aanvankelijk slavernij in het gebied niet toegestaan was, hief Harrison dit verbod op, omdat hij meende dat dit de economische ontwikkeling van het gebied ten goede kwam. Hij stond daarbij tegenover de humanistische Quakers. Tegenstanders van de slavernij wisten in 1809 het oosten van het gebied (de huidige staten Wisconsin, Illinois en Minnesota en een deel van Michigan) af te splitsen onder de naam Illinois Territory. In hetzelfde jaar kreeg Indiana Territory ook een eigen gekozen parlement, dat, tegen de wil van de gouverneur in, het verbod op slavernij opnieuw invoerde.
Woede onder de Shawnee-Indianen over de verkoop van grote stukken land leidde tot toenemende spanningen tussen de Shawnee en de Amerikaanse kolonisten. Tenskwatawa, een leider die door de Shawnee als profeet werd beschouwd, wist veel volgelingen te verwerven met opruiende taal tegen de Amerikanen. Zijn broer Tecumseh probeerde alle Indiaanse stammen te verenigen in hun strijd tegen de oprukkende kolonisten. In 1811 leidden de spanningen tot de Slag bij Tippecanoe, waarbij de troepen van Harrison de Shawnee van Tenskwatawa wisten te verslaan. Tijdens de Oorlog van 1812 tussen de Verenigde Staten en de Britten koos Tecumseh de zijde van de Britten. Aan de Indianenopstand kwam een einde met het sneuvelen van Tecumseh in de Slag van de Thames in oktober 1813.
Hoewel de bevolking van Indiana maar net over de 50.000 bedroeg, kwam rond 1810 een beweging op gang om van het gebied een officiële staat te maken. Vooral dankzij de inspanningen van Jonathan Jennings, de afgevaardigde van Indiana Territory in het Congres, werd Indiana op 11 december 1816 formeel de 19e staat van de Verenigde Staten. Tijdens de Amerikaanse Burgeroorlog stond de staat aan de zijde van de Unie.

## Demografie en economie
In 2000 telde Indiana 6.080.485 inwoners (64 per km²) waarvan ongeveer 65% van de bevolking in een stedelijk gebied woont.
De grootste stad in Indiana is hoofdstad Indianapolis. Andere steden zijn Fort Wayne, South Bend en Evansville. Gary, in het uiterste noordwesten, is vastgegroeid aan Chicago in de staat Illinois.
Na Pennsylvania en Ohio wonen in Indiana de meeste Amish. In 2020 was hun aantal 59.305.
Het bruto product van de staat bedroeg in 2001 190 miljard dollar.

## Bestuurlijke indeling
Indiana is onderverdeeld in 92 county's.

## Politiek

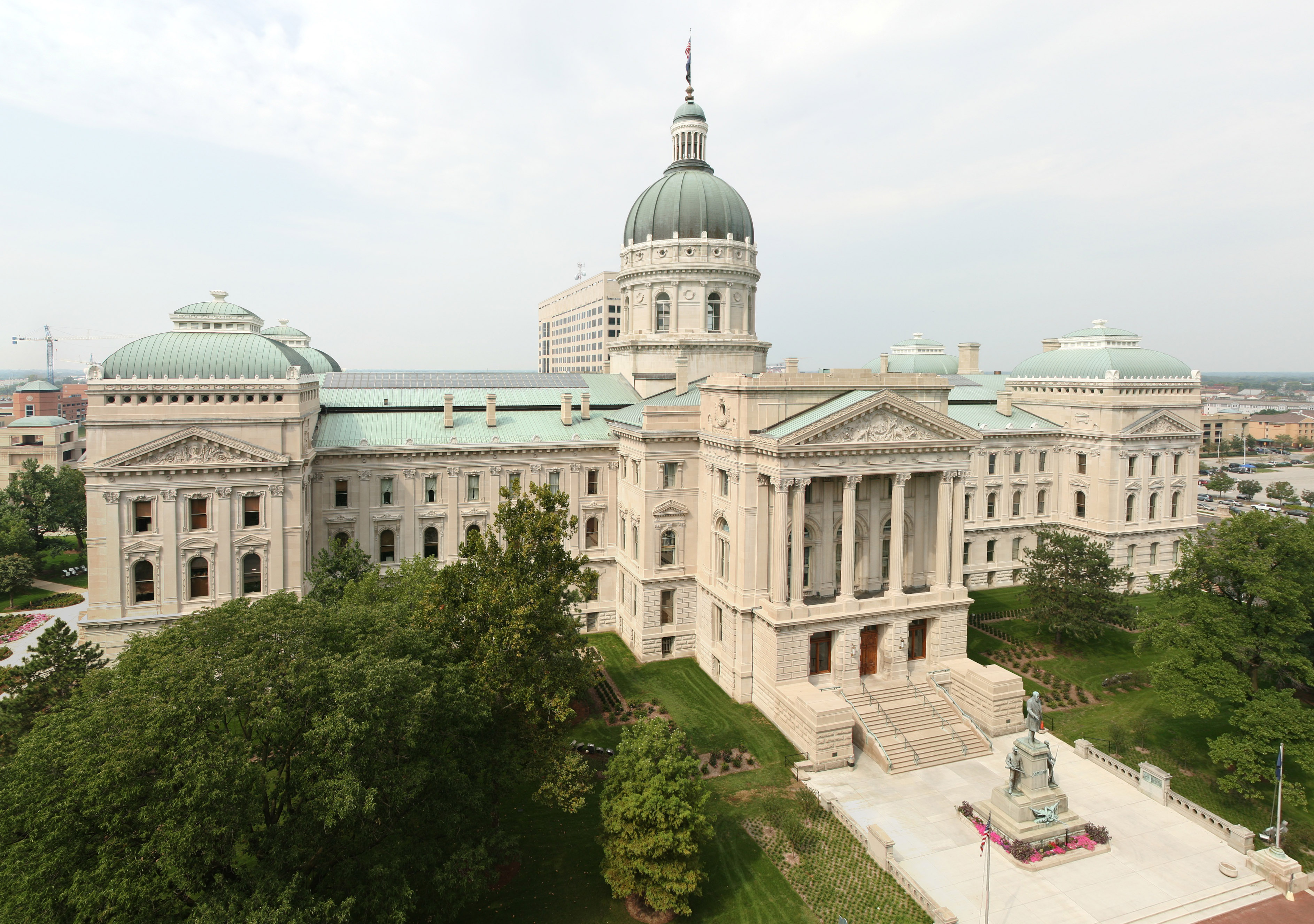
Indiana Statehouse in Indianapolis

Aan het hoofd van de uitvoerende macht van Indiana staat een gouverneur, die direct gekozen wordt door de kiesgerechtigden in de staat. De huidige gouverneur is Mike Braun van de Republikeinse Partij. Hij werd verkozen bij de gouverneursverkiezingen van 2024 en trad aan op 13 januari 2025.
De wetgevende macht bestaat uit het Huis van Afgevaardigden van Indiana (Indiana House of Representatives) met 100 leden en de Senaat van Indiana (Indiana Senate) met 50 leden. De Republikeinen hebben de meerderheid in de Senaat sinds 1979; het Huis wisselde vaker van meerderheid maar heeft sinds 2011 ook continu een Republikeinse meerderheid. Sinds 2013 bezit deze partij zelfs een tweederdemeerderheid in beide kamers.
Zowel de wetgevende macht als het kantoor van de gouverneur zijn gevestigd in het Indiana Statehouse.

## Indiana limestone
Sinds 1827 wordt in Indiana kalksteen gewonnen. Aan het einde van de 19e eeuw, na de stadsbranden van Chicago en Boston, werd dat materiaal populair in de her- en nieuwbouw. In 1926 werd daarvoor de Indiana Limestone Company opgericht.